# Нащёкино (станция)
Нащёкино — промежуточная железнодорожная станция 5-го класса Санкт-Петербург-Витебского региона Октябрьской железной дороги. Расположена в Красноармейской волости Себежского района Псковской области на 578-м километре железнодорожной линии Москва — Рига. Открыта в 1906 году.

## История
Земли под постройку Московско-Виндавской железной дороги принадлежали дворянскому роду Нащокиных (отсюда и название), один из которых продал землю в обмен на имя будущей станции. Однако только в 1906 году возле современной деревни Исаково появилась небольшая платформа Нащокино. В расписаниях 1911-1912 гг. отмечена как разъезд Нащёкино в составе Себежского уезда Витебской губернии. Впоследствии станция, принадлежала «Обществу Московско-Виндаво-Рыбинской железной дороги».
После распада Российской Империи все акционерные общества были ликвидированы в пользу государства. Имущество Московско-Виндаво-Рыбинской железной дороги было передано новообразованным железным дорогам НКПС, в т.ч. Московско-Балтийской, куда вошла и станция Нащёкино.
В 1922 году были расформированы Управления Александровской и Московско-Балтийской железных дорог и создана Московско-Белорусско-Балтийская железная дорога, в которую и вошла станция Нащёкино.
24 марта 1924 года Витебская губерния была упразднена. Большая часть её территории осталась в составе Белорусской ССР (или по другим данным, была передана в её состав из состава РСФСР), а Велижский, Невельский и Себежский уезды — к Псковской губернии РСФСР.
С 1 июля 1936 года станция передаётся из управления Московско-Белорусско-Балтийской железной дороги в состав Калининской железной дороги.
На карте 1943 года станция Нащёкино Калининской железной дороги расположена на 578 километре от Москвы на двухпутном участке Себеж — Великие Луки, относилась к Калининской железной дороге, и располагалась в Калининской области (ныне Тверская).

 " 4 сентября 1942 года Калининской бригадой №1 Ф. Т. Бойдина взорван мост на ж.д. Идрица — Пустошка, в районе дер. Савкино.  В октябре 1942 года партизанами бригады Рындина разгромлена станция Нащекино. В ночь на 31 марта 1943 года была проведена крупнейшая операция — "Савкинский мост". 23 отряда партизан одновременно нанесли удары по большому (протяженностью около 100 метров) железнодорожному мосту через реку Неведрянка (приток Великой) рядом со станцией Нащекино и по трем немецким гарнизонам. Движение поездов было остановлено на 10 суток".
22 августа 1944 года Указом Президиума Верховного Совета СССР была образована Великолукская область, в состав которой вошли Идрица и Идрицкий район.
В конце 50-х годов Идрицкая дистанция пути была объединена с Новосокольнической.
Указом Президиума Верховного Совета РСФСР от 2 октября 1957 года эта область была упразднена, а Идрица и Идрицкий район отошли к Псковской области.
В 1961-м году Калининская железная дорога была расформирована. Станция Нащёкино была передана в управление Октябрьской железной дороге.
Согласно указателю железнодорожных пассажирских сообщений (МПС, — 1986 год), остановки по станции Нащёкино осуществляли следующие поезда:
| № поезда | Пункт отправления | Пункт назначения | Прибытие | Стоянка (мин) | Отправление | Остановки (по станциям) |
| -------- | ----------------- | ---------------- | -------- | ------------- | ----------- | --- |
| 186      | Рига              | Москва           | 4:13     | 1             | 4:14        | до ст. Волоколамск везде, кроме: Гущино, Воробецкая, далее без остановок |
| 393      | Москва            | Рига             | 5:59     | 1             | 6:00        | до ст. Крустпилс везде, далее Плявиняс, Айзкраукле, Огре |
| 185      | Москва            | Рига             | 13:46    | 1             | 13:47       | до ст. Юмправа везде, кроме: ст. Алотене, далее Огре |
| 394      | Рига              | Москва           | 16:35    | 1             | 16:36       | до ст. Волоколамск везде, кроме: Гущино, Воробецкая, Сердце, Русаново, Барсово, Улин, Замошье, Подсосенка, Паникля, Ильмановка, Махерово, Лошаки, Муравьёво, Бартенево, Погорелое Городище, далее без остановок |

В это же время без остановок по станции проходили следующие поезда: №1/2 "Латвия", №3/4 "Юрмала" и скорый №31/32 с аналогичным сообщением: Москва — Рига — Москва.

## Современное состояние
В связи с распадом Советского Союза и стабильного ухудшения политических и экономических отношений с Латвийской Республикой по участку Новосокольники — Посинь пассажирское и грузовое движение по станции значительно сократилось.
По состоянию на июнь 2008 года движение было таковым:
| Номер поезда | Станция отправления | Станция назначения | Прибытие | Стоянка | Отправление | Вид движения                                 |
| ------------ | ------------------- | ------------------ | -------- | ------- | ----------- | -------------------------------------------- |
| 6506         | Себеж               | Великие Луки       | 5:07     | 1       | 5:08        | пригородный поезд                            |
| 6501         | Великие Луки        | Себеж              | 11:27    | 2       | 11:29       | пригородный поезд                            |
| б/н          | Москва              | Себеж              | 11:27    | 2       | 11:29       | беспересадочный вагон в составе поезда №6501 |
| б/н          | Санкт-Петербург     | Себеж              | 11:27    | 2       | 11:29       | беспересадочный вагон в составе поезда №6501 |
| 6502         | Себеж               | Великие Луки       | 16:21    | 2       | 16:23       | пригородный поезд                            |
| б/н          | Себеж               | Москва             | 16:21    | 2       | 16:23       | беспересадочный вагон в составе поезда №6502 |
| б/н          | Себеж               | Санкт-Петербург    | 16:21    | 2       | 16:23       | беспересадочный вагон в составе поезда №6502 |
| 6505         | Великие Луки        | Себеж              | 20:27    | 2       | 20:28       | пригородный поезд                            |

С 2015 года была отменена последняя останавливающаяся пара пригородных поездов №6505/6506 Великие Луки — Себеж.
Движение поездов дальнего следования прекратилось полностью с отменой беспересадочных прицепных вагонов от/до Москвы и Санкт-Петербурга. До марта 2020 года без остановки по станции курсировал единственный поезд №1/2 "Latvijas Ekspresis" сообщением Москва — Рига — Москва. С 16 марта 2020 года в связи с распространением коронавирусной инфекции движение единственного поезда было прекращено по инициативе латвийской стороны, так как поезд № 1/2 «Latvijas Ekspresis» принадлежал частному латвийскому перевозчику. По состоянию на 2020 год на станции нет пассажирского сообщения.
На станции 3 пути с обманчивой конфигурацией ввиду двух «кривых» — у обеих горловин (при следовании на запад — «налево»), что создаёт такую же, как у обычного бокового, форму главного пути. Также на станции отсутствует III путь, это связано с "заделом" под постройку второго главного пути (и негласного правила: к югу нумерация путей чётная — 2, 4, 6, и т.д, к северу — нечётная), а также с его присутствием в прошлом. Перегоны к соседним станциям Брыканово (в сторону Москвы) и Идрица (в сторону Риги) оборудованы полуавтоматической блокировкой СЦБ. Электрификация по станции отсутствует.

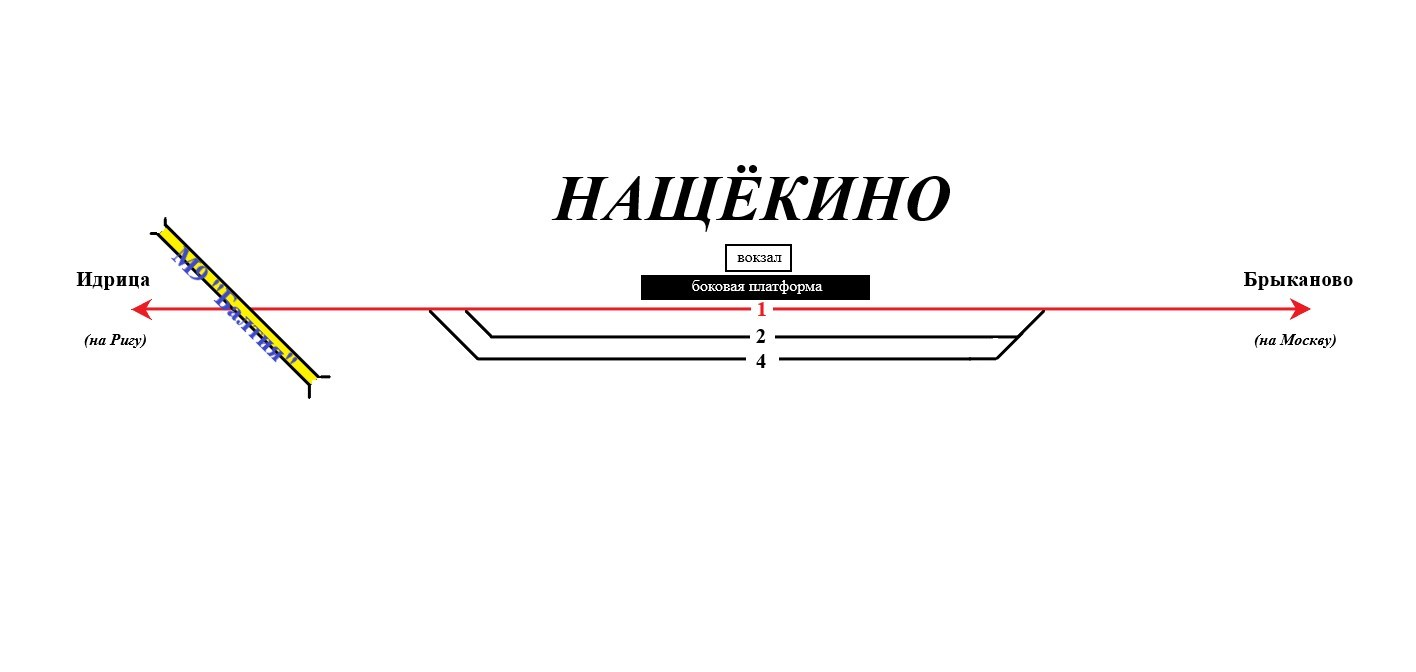
Схематический план станции

Станция оборудована одной единственной боковой платформой возле главного пути с северной стороны станции, вокзал станции является ныне постом ЭЦ, зал ожидания и прочие элементы пассажирской инфраструктуры полностью отсутствуют. Возле чётного входного сигнала расположен мост автодороги М9 "Балтия".
Выход к единственной деревне — Исаково, расположенной к северу станции. На автомагистрали в посредственной близости к деревне, станции (и мосту над путями) существует автобусная остановка "Исаково":
| Номер | Пункт отправления | Пункт прибытия | Время        |
| ----- | ----------------- | -------------- | ------------ |
| 117   | Идрица            | Шевино         | 8:02, 15:42  |
| 808   | Себеж             | Великие Луки   | 6:28, 14:58  |
| 808   | Великие Луки      | Себеж          | 11:54, 20:24 |

## Галерея

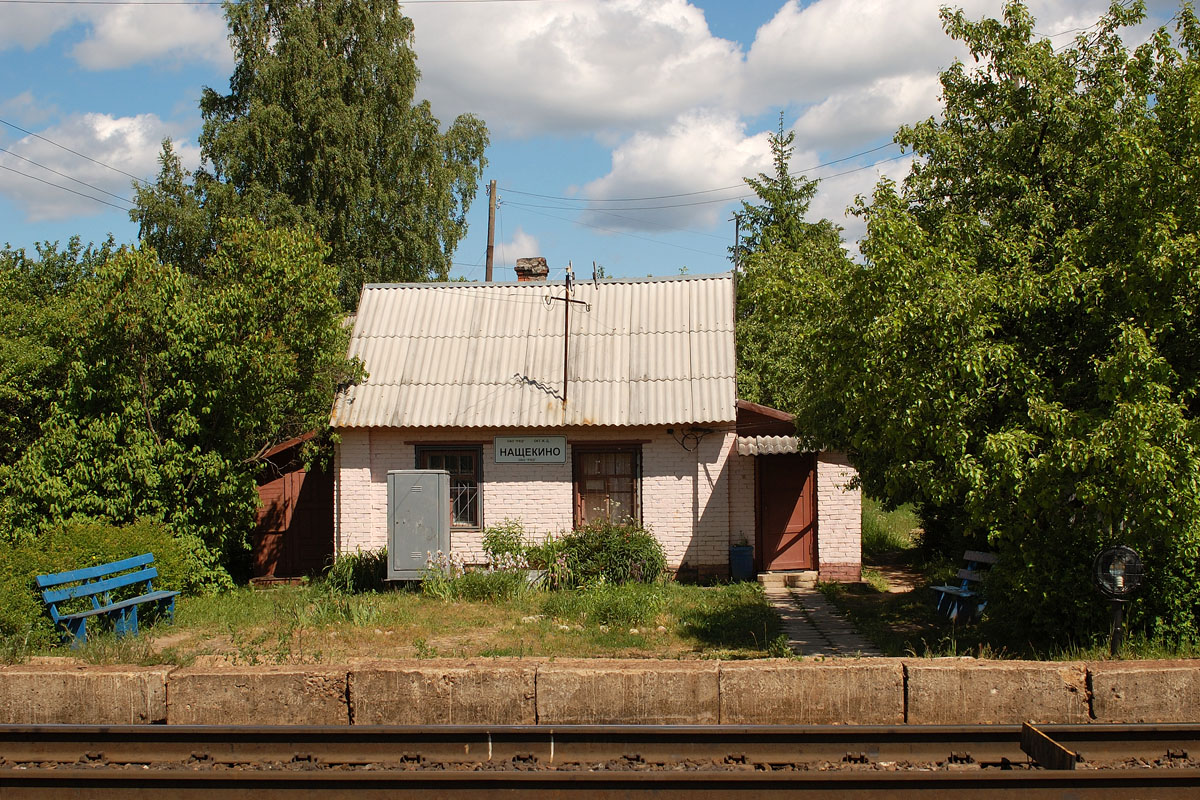
Вокзал на станции Нащёкино. 13 июня 2008 года.
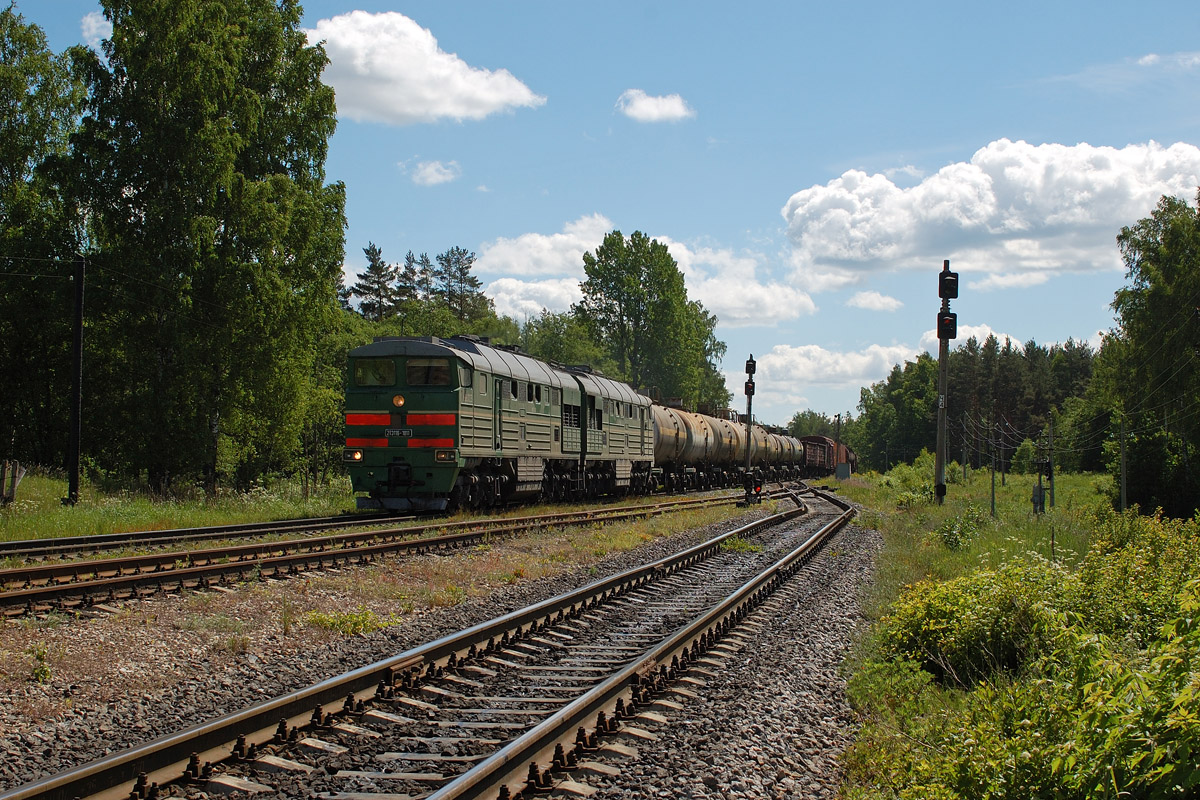
Восточная нечётная горловина станции Нащёкино, 2008 г.
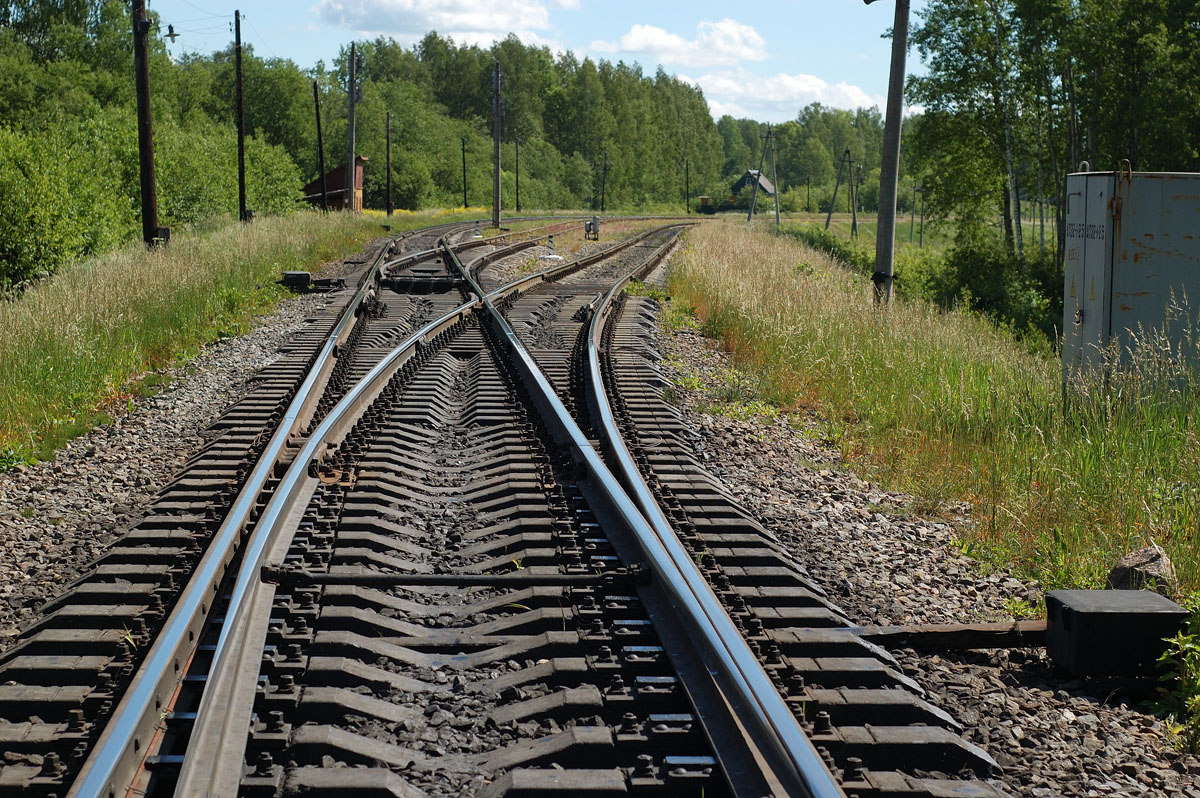
Чётная (западная) горловина ст. Нащёкино, 2008 г.